# Cesare (manga)
Pour les articles homonymes, voir Césarée (homonymie).
Cesare (チェーザレ 破壊の創造者, Chēzare - Hakai no sōzōsha, transcrit en italien en CESARE Il Creatore che ha distrutto) est un manga de Fuyumi Soryo co-écrit avec Motoaki Hara. Il est prépublié depuis 2005 dans le magazine Morning de l'éditeur Kōdansha, et a été compilé en onze tomes en janvier 2015. La version française est publiée par Ki-oon depuis mars 2013.
Le manga traite des aventures de César Borgia au cours de la Renaissance italienne.
La traduction italienne a reçu le Prix Micheluzzi de la meilleure série de bande dessinée étrangère en 2008.

## Synopsis
L'histoire se déroule à Pise en 1491 sous le règne des Médicis. À l'époque, Pise possède la plus grande université italienne après celle de Bologne, et de grandes figures historiques de la Renaissance y étudient.
Le manga suit la vie de l'ingénu Angelo da Canossa, un jeune Florentin d'origine modeste qui, sous le patronage de Laurent de Médicis, peut entrer à l'Université de Pise. Ici, grâce à son intelligence, il rencontrera des personnages marquants tels que Léonard de Vinci, Jean de Médicis, Michelotto Corella, et surtout César Borgia.
À travers les yeux d'Angelo est décrite la vie de ce grand leader et son arrivée sur la scène politique de la Renaissance italienne.

## Personnages
Angelo da Canossa (アンジェロ・ダ・カノッサ)
Cesare Borgia (チェーザレ・ボルジア)
Rodrigo Borgia
Lucrezia Borgia
Michelotto Corella (ミケロット・ダ・コレッラ)
Giuliano della Rovere
Raffaele Riario
Laurent de Médicis dit le Magnifique
Giovanni de Médicis
Léonard de Vinci
Savonarole

## Manga
L'objectif de Fuyumi Soryo pour ce manga est d'offrir une œuvre à la fois divertissante et très documentée concernant l'histoire de César Borgia. Ainsi, à partir de 2004, elle se met à effectuer de nombreuses recherches bibliographiques.
La publication de l’œuvre débute en 2005 dans le magazine Morning, et l'éditeur Kōdansha accorde carte blanche à l'auteure concernant la parution des chapitres afin qu'elle soit totalement satisfaite du scénario et du graphisme. L’œuvre est supervisée par Motoaki Hara, un universitaire spécialiste de la Renaissance italienne. Bien que des contradictions ou rumeurs existent dans les récits historiques, Fuyumi Soryo et Motoaki Hara essayent de lier leurs hypothèses à des faits historiques pour coller au mieux à la vérité historique. Les auteurs ont toutefois introduit quelques « mensonges » plausibles pour pouvoir glisser certaines scènes dans leur œuvre,.
La version française paraît aux éditions Ki-oon depuis mars 2013.
L’œuvre est considérée comme terminée en 2022, avec la parution d'un treizième et dernier tome. Néanmoins, deux nouveaux chapitres sont mis en ligne en février 2025 sur le site internet de Kōdansha sous le titre Canzoniere - Cesare Bangai-hen qui laisseraient supposer une possible reprise de la publication.

### Liste des volumes
| no | Japonais         | Japonais          | Français          | Français          |
| no | Date de sortie   | ISBN              | Date de sortie    | ISBN              |
| -- | ---------------- | ----------------- | ----------------- | ----------------- |
| 1  | 23 octobre 2006  | 978-4-06-372201-7 | 21 mars 2013      | 978-2-35592-507-8 |
| 2  | 23 octobre 2006  | 978-4-06-372202-4 | 21 mars 2013      | 978-2-35592-508-5 |
| 3  | 23 avril 2007    | 978-4-06-372287-1 | 7 mai 2013        | 978-2-35592-527-6 |
| 4  | 22 novembre 2007 | 978-4-06-372396-0 | 4 juillet 2013    | 978-2-35592-554-2 |
| 5  | 23 juillet 2008  | 978-4-06-375523-7 | 12 septembre 2013 | 978-2-35592-578-8 |
| 6  | 21 novembre 2008 | 978-4-06-375604-3 | 14 novembre 2013  | 978-2-35592-597-9 |
| 7  | 21 août 2009     | 978-4-06-375750-7 | 23 janvier 2014   | 978-2-35592-619-8 |
| 8  | 22 octobre 2010  | 978-4-06-375987-7 | 20 mars 2014      | 978-2-35592-653-2 |
| 9  | 23 avril 2012    | 978-4-06-376629-5 | 15 mai 2014       | 978-2-35592-673-0 |
| 10 | 22 mars 2013     | 978-4-06-376795-7 | 28 août 2014      | 978-2-35592-695-2 |
| 11 | 23 janvier 2015  | 978-4-06-377119-0 | 24 septembre 2015 | 978-2-35592-864-2 |
| 12 | 21 juin 2019     | 978-4-06-515092-4 | 23 janvier 2020   | 979-10-327-0573-5 |
| 13 | 21 janvier 2022  | 978-4-06-526449-2 | 5 octobre 2023    | 979-1-03-271369-3 |

## Adaptation

### Comédie musicale

#### Production
Le 14 juin 2019, l'éditeur Kōdansha annonce une adaptation de Cesare en comédie musicale. La mise en scène est signée Yūna Koyama, le livret est écrit par Kōichi Ogita et la musique est composée Ken Shima.
Le spectacle devait originellement être joué au Théâtre Meiji-za (Tokyo), du 13 avril au 11 Mai 2020,. Cependant, le 8 avril 2020, la production annule toutes les représentations en raison du COVID-19.
La comédie musicale est finalement jouée courant 2023 à Meiji-za. Le casting comporte deux changements majeurs par rapport à la distribution annoncée en 2019. Kenchi Tachibana du groupe EXIL remplace Shuntarō Miyao dans le rôle de Miguel da Corella. Aux côtés de Daiki Yamazaki, Ryotaro Akazawa est officialisé dans le rôle d'Angelo da Canossa ; il remplace ainsi Ryo Matsuda.

#### Distribution
- Akinori Nakagawa : Cesare Borgia
- Kenchi Tachibana (EXIL) : Miguel da Corella
- Ryotaro Akazawa, Daiki Yamazaki : Angelo da Canossa
- Teru Kagimoto, Yujiro Kazama : Giovanni de Médicis
- Reio Honda, Shori Kondo : Dragignazzo
- Kento, Yuya Kido : Roberto
- Masaaki Fujioka : Dante Alighieri
- Kon Takuya : Laurent de Médicis
- Harumi Okayama : Raffaele Riario
- Daisuke Yokoyama : Heinrich VII
- Kojiro Oka : Giuliano della Rovere
- Tetsuya Bessho : Rodrigo Borgia
- Yuki Yamaoki, Seiya Inagaki : Anri
- Junichi Takeoka : Professeur Landino
- Masato Ishii, Tatsuya Ueki, Noriomi Okubo, Yuki Ohara, Mitsuaki Goto, Hiroki Takayama, Daisuke Nakajima, Yudai Mizoguchi, Toshiya Yagi, Daichi Yamakawa, Matachi Watanabe, Yui Asato, Mako Onoda, Haruka Hirakawa, Saue Yokozeki : Ensemble